# 49-й Северокаролинский пехотный полк
49-й Северокаролинский пехотный полк (англ. 49th North Carolina Infantry Regiment) представлял собой один из пехотных полков армии Конфедерации во время Гражданской войны в США. Он сражался в основном в составе Северовирджинской армии.

## Формирование
49-й Северокаролинский был сформирован в марте 1862 года около Гарисбега. Его роты были набраны в округах Макдауэл, Кливленд, Аирделл, Мор, Мекленбург, Гастон, Катауба и Линкольн. Многие рядовые полка записались в армию ещё в начале войны, но не были включены в армию из-за нехватки вооружения. Первым командиром полка стал Стивен Рамсер, подполковником - Уильям Элиасон, майором - Ли Мак-Аффи, однако Элиасон почти сразу уволился и Мак-Аффи занял его место, а майором стал Джон Фолеминг.

## Боевой путь
В июне, после обучения, полк был направлен в Ричмонд, где его включили в бригаду генерала Роберта Рэнсома. Первым боевым испытанием полка стало сражение при Малверн-Хилл. Полк понёс серьёзные потери (14 убито, 75 ранено и 16 пропало без вести), был ранен в руку сам полковник Рамсер. Командование принял подполковник Лерой МакАффи, который 1 ноября 1862 года получил звание полковника. После выздоровления Рамсер стал командиром бригады, а полком до конца войны командовал МакАффи.
После Семидневной битвы полк состоял в дивизии Джона Уолкера (в корпусе Лонгстрита). Он участвовал в сражении при Харперс-Ферри и в сражении при Энтитеме.
После Энтитема полк участвовал в сражении при Фредериксберге, где бригада Рэнсома удерживала передовую позицию на высотах Мари. Однако, Рэнсом держал 49-й полк во второй линии и только к концу боя выдвинул его вперёд, так что полк потерял только 9 человек ранеными.
После Фредериксберга полк был отправлен на восток Северной Каролины. Он вернулся в Вирджинию к началу кампании Бермуда-Хандрид, после которой был направлен в траншеи под Петерсбергом.